# 最佳演奏獎 (金曲獎)
傳藝金曲獎最佳演奏獎是由國立傳統藝術中心在臺灣舉辦的現行頒發獎項。

## 歷屆得獎暨入圍名單
|  | 獲獎者 |

### 最佳演奏人獎（第8屆～第13屆）
| 年份 （屆次）   | 入圍作品                                                       |
| --------------- | -------------------------------------------------------------- |
| 1997 （第8屆）  | 朱宗慶 《鑼揚鼓慶》                                            |
| 1997 （第8屆）  | 孫光民（孫文軒）／《悠揚樂聲傳鄉情》                           |
| 1997 （第8屆）  | 張家銘／《薩克斯風大師富密歐專輯》                             |
| 1997 （第8屆）  | 蘇顯達／《名琴．名曲的饗宴（四）》                             |
| 1997 （第8屆）  | 吳冠英／《寵愛浪漫》                                           |
| 1998 （第9屆）  | 林佳靜 《林佳靜鋼琴演奏》                                      |
| 1998 （第9屆）  | 史蘭倩絲卡／《琴緣一生－史蘭倩絲卡的音樂與人生》               |
| 1998 （第9屆）  | 臺北打擊樂團／《起鼓》                                         |
| 1998 （第9屆）  | 曾永清／《中國魔笛－曾永清》                                   |
| 1998 （第9屆）  | 蘇顯達、葉登民／《黃金二重奏》                                 |
| 1999 （第10屆） | 林克昌 《林克昌指揮柴科夫斯基第五號交響曲》                    |
| 1999 （第10屆） | 葉樹涵／《呂德小號協奏曲》                                     |
| 1999 （第10屆） | 林克昌／《林克昌指揮柴科夫斯基第四號交響曲》                   |
| 1999 （第10屆） | 蘇顯達／《台灣情 泰然心》                                      |
| 2000 （第11屆） | 李鎮 《走西口》                                                |
| 2000 （第11屆） | 朱昌耀／《梁祝二胡協奏曲》                                     |
| 2000 （第11屆） | 天使之翼交響管樂園（指揮：黃奕明）／《登峰造極音樂會實況錄音》 |
| 2000 （第11屆） | 音契合唱管弦樂園（指揮：金希文）／《留心》                     |
| 2001 （第12屆） | 胡乃元 《無伴奏風景》                                          |
| 2001 （第12屆） | 林佳靜／《中國風》                                             |
| 2001 （第12屆） | 詹永明／《玉樹臨風笛裡情－詹永明的笛子世界》                   |
| 2001 （第12屆） | 林克昌／《天方夜譚交響組曲》                                   |
| 2002 （第13屆） | 蘇顯達、洪婉容 《古典台灣風情－黃偟小提琴小品精選》            |
| 2002 （第13屆） | 王正平／《振衣千仞崗－文人音樂家王正平的琵琶神韻》             |
| 2002 （第13屆） | 台北市立國樂團（指揮：陳中申）／《楚漢》                       |
| 2002 （第13屆） | 呂思清／《四季．名琴．呂思清》                                 |
| 2002 （第13屆） | 台北打擊樂團／《被丟棄的寶貝》                                 |

### 最佳演奏獎（第14屆～第24屆）
| 年份 （屆次）   | 入圍作品 |
| --------------- | --- |
| 2003 （第14屆） | 熊育馨、金玉君、許鶴齡 《知心樂坊》                                                                                    |
| 2003 （第14屆） | 黃渼娟／《旅情札記》                                                                                                   |
| 2003 （第14屆） | 德林傑／《聆聽德林傑鋼琴獨奏專輯（一）》                                                                               |
| 2003 （第14屆） | 溫金龍／《世界在我的窗外》                                                                                             |
| 2003 （第14屆） | 解瑄／《多媒體音樂劇場原聲帶藍色馬賽克》                                                                               |
| 2004 （第15屆） | 陳瑞斌 《鋼琴的四個表情》                                                                                              |
| 2004 （第15屆） | Ruth Slenczynska／《琴緣一生2》                                                                                        |
| 2004 （第15屆） | 葉綠娜、魏樂富／《兒童音樂圖話書童心童音》                                                                             |
| 2004 （第15屆） | 黃東裕／《黃東裕的音樂世界》                                                                                           |
| 2004 （第15屆） | 林佳靜／《〈袍修羅蘭〉之鋼琴套曲－風舞威音》                                                                           |
| 2005 （第16屆） | 臺北市立國樂團 《絲竹傳奇》                                                                                            |
| 2005 （第16屆） | 安寧／《火熱與冷靜之間-安寧》                                                                                          |
| 2005 （第16屆） | 臺北市立國樂團／《洛神組曲-曹丕與甄宓》                                                                                |
| 2005 （第16屆） | 長榮交響樂團／《梁祝浪漫情》                                                                                           |
| 2005 （第16屆） | 上海市交響樂團／《鐵血三國志-史擷詠之交響樂組曲》                                                                      |
| 2006 （第17屆） | 歐陽伶宜、張培節、陳昱翰、許書閒 《歐陽伶宜First Taiwanese Cello Quartet》                                             |
| 2006 （第17屆） | 長榮交響樂團／《小提琴巨擘布隆與長榮交響樂團》                                                                         |
| 2006 （第17屆） | 巴松主義低音管四重奏／《巴松主義低音管四重奏/Bassoonism》                                                              |
| 2006 （第17屆） | 臺北市立國樂團／《永遠的楊喚》                                                                                         |
| 2006 （第17屆） | 郭進財／《蘆葦的聲音─第一支的嗩吶》                                                                                    |
| 2007 （第18屆） | 陳必先 《莫札特鋼琴作品集》                                                                                            |
| 2007 （第18屆） | 成公亮／《如是寧靜──成公亮古琴獨奏 專輯》                                                                              |
| 2007 （第18屆） | Djamchid Chemirani、Keyvan Chemirani、Bijan Chemirani／《徹米哈尼鼓樂三人組台北演奏實錄Chemirani Trio Live in Taipei》 |
| 2007 （第18屆） | 周美君／《拉丁琴人》                                                                                                   |
| 2007 （第18屆） | 方銘健／《方銘健的文藝復興世界》                                                                                       |
| 2008 （第19屆） | 嚴俊傑 《Chun-Chieh Yen Debut Album》                                                                                  |
| 2008 （第19屆） | 魔笛單簧管四重奏／《魔笛之舞》                                                                                         |
| 2008 （第19屆） | 歐陽伶宜／《歐陽伶宜 演繹 巴赫無伴奏大提琴組曲全集》                                                                   |
| 2009 （第20屆） | 任潔 《楓橋夜泊－任潔的古箏懷想》                                                                                      |
| 2009 （第20屆） | 王明華／《王明華爵士二胡登峰造極》                                                                                     |
| 2009 （第20屆） | NSO首席絃樂團／《弓絃漫舞~NSO首席絃樂團Dancing with the Strings~NSO Soloists Strings Chamber Orchestra》               |
| 2009 （第20屆） | 吳孟平／《吳孟平。巴爾托克小提琴演奏專輯》                                                                             |
| 2009 （第20屆） | 胡志龍／《福爾摩莎隨想》                                                                                               |
| 2009 （第20屆） | 十方樂集／《台灣現代音樂集四 聲動》                                                                                    |
| 2009 （第20屆） | 潘怡慈、Hendrik Heilmann／《〈冬之旅〉Die Winterreise, D. 911》                                                        |
| 2010 （第21屆） | 魏樂富、葉綠娜 《雙鋼琴30禮讚》                                                                                        |
| 2010 （第21屆） | 黃維明／《奇美提琴理想國 濫觴與輝煌年代》                                                                              |
| 2010 （第21屆） | 臺北市立國樂團／《胡旋舞》                                                                                             |
| 2010 （第21屆） | 朱宗慶打擊樂團／《璀璨時刻》                                                                                           |
| 2011 （第22屆） | 陳毓襄 《陳毓襄 珍愛的蕭邦》                                                                                           |
| 2011 （第22屆） | 吳馬丁（Martijn Vanbuel）、張宜蓁、若池敏弘、曾增譯／《失落的環節The Missing Link》                                    |
| 2011 （第22屆） | Borealis String Quartet／《弦樂四重奏 II》                                                                             |
| 2011 （第22屆） | 陳威稜／《你知道的‧陳威稜與單簧管的6個漫遊》                                                                           |
| 2011 （第22屆） | 朱宗慶打擊樂團／《前進的節奏》                                                                                         |
| 2012 （第23屆） | 盧易之 《My Chopin My Brahms》                                                                                         |
| 2012 （第23屆） | 王裕文／《迷炫‧薩克斯瘋》                                                                                              |
| 2012 （第23屆） | 陳必先／《陳必先-莫札特鋼琴作品集2》                                                                                   |
| 2012 （第23屆） | 連雅文打擊樂團／《十六個太陽一把傘》                                                                                   |
| 2012 （第23屆） | 胡瀞雲／《看見蕭邦 X 胡瀞云：胡瀞雲鋼琴演奏專輯》                                                                      |
| 2013 （第24屆） | 陸威、周啟、陳麒元、趙耀 《長城》                                                                                      |
| 2013 （第24屆） | 陳威稜／《回憶如歌點點滴滴．陳威稜與單簧管的時尚尋根之旅》                                                             |
| 2013 （第24屆） | 葉綠娜／《在野的紅薔薇─郭芝苑鋼琴獨奏曲集》                                                                            |
| 2013 （第24屆） | 采風樂坊／《無極－春夏秋冬》                                                                                           |
| 2013 （第24屆） | 林天吉／《奇美提琴理想國II 德奧篇》                                                                                    |

### 最佳詮釋獎（第25屆～第27屆）
| 年份 （屆次）   | 入圍作品 |
| --------------- | --- |
| 2014 （第25屆） | 葉孟儒 《貝多芬．迪亞貝里 葉孟儒鋼琴演奏專輯 》                                                                           |
| 2014 （第25屆） | 李寶春／《知己》 |
| 2014 （第25屆） | 朱苔麗／《朱苔麗--璀璨美聲-演唱會》                                                                                       |
| 2014 （第25屆） | 台北室內合唱團／《「聽你．聽我」--台灣人文合唱專輯》                                                                      |
| 2014 （第25屆） | 國家交響樂團／《樂無止境--呂紹嘉與國家交響樂團經典現場重現 》                                                             |
| 2015 （第26屆） | 福爾摩沙合唱團 曾宇謙 陳雲紅 《台灣歌仔簿二．想欲彈同調》 《薩拉沙泰名曲集》 《<寂靜之聲>經典聖樂合唱作品》               |
| 2015 （第26屆） | 台北室內合唱團／《<寂靜之聲>經典聖樂合唱作品》                                                                            |
| 2015 （第26屆） | 國家交響樂團／《馬水龍<霸王虞姬>交響組曲》                                                                                |
| 2015 （第26屆） | 蘇孟風／《<風．極境>蘇孟風古典吉他獨奏專輯》                                                                              |
| 2015 （第26屆） | 呂紹嘉／《樂典10—楊聰賢、洪崇焜、曾毓忠、鍾耀光》                                                                         |
| 2015 （第26屆） | 林望傑／《樂典10—楊聰賢、洪崇焜、曾毓忠、鍾耀光》                                                                         |
| 2016 （第27屆） | NSO國家交響樂團 呂紹嘉 拉縴人男聲合唱團 《世紀交響—呂紹嘉與國家交響樂團經典現場重現》 《Romantic Moments For Male Choir》 |
| 2016 （第27屆） | 台北室內合唱團／《聽你．聽我II—台灣歌謠的愛與聆聽》                                                                       |
| 2016 （第27屆） | 吳正宇／《十絕句—吳正宇長笛獨奏專輯》                                                                                     |
| 2016 （第27屆） | 顧寶文／《臺灣意象》 |

### 最佳詮釋獎演奏類（第28屆、第29屆）
| 年份 （屆次）   | 入圍作品                                             |
| --------------- | ---------------------------------------------------- |
| 2017 （第28屆） | NSO國家交響樂團 《英雄•命運 - 赫比希與國家交響樂團》 |
| 2017 （第28屆） | 陳中申／《扮仙 - 陳中申笛子獨奏曲集》                |
| 2018 （第29屆） | 曾宇謙 《夢幻樂章》                                  |
| 2018 （第29屆） | 蔡佳璇／《古今狂想—大鍵琴音樂詩畫》                  |
| 2018 （第29屆） | NCO臺灣國樂團／《傾聽臺灣土地的聲音風景》            |

### 最佳演奏獎（第30屆～至今）
| 年份 （屆次）                                    | 入圍作品                                                                    |
| ------------------------------------------------ | --------------------------------------------------------------------------- |
| 2019 （第30屆）                                  | 陳毓襄 《陳毓襄．雨夜琴聲—聆聽台灣最古老的管風琴》                          |
| 2019 （第30屆）                                  | 余曉怡／《器宇非凡—余曉怡管風琴演奏專輯》                                   |
| 2019 （第30屆）                                  | 盧易之／《盧易之鋼琴專輯—詼諧曲 My Chopin My Brahms II: Scherzos》          |
| 2019 （第30屆）                                  | 陳中申／《孤影—現代笛子作品專輯》                                           |
| 2019 （第30屆）                                  | 蘇顯達／《花之夢—花香．琴韻．蘇顯達》                                       |
| 2020 （第31屆）                                  | 李宜錦、蘇孟風 《NSO首席之聲 李宜錦-調和的靈感》                            |
| 2020 （第31屆）                                  | 何婉甄／《於此 有時Dasein-何婉甄獨奏專輯》                                  |
| 2020 （第31屆）                                  | 陳毓襄／《李斯特超技練習曲》                                                |
| 2020 （第31屆）                                  | 魏樂富、葉綠娜／《鋼琴上的詩人》                                            |
| 2021 （第32屆）                                  | 范姜毅 《桃園四季》                                                         |
| 2021 （第32屆）                                  | 桃園市國樂團／《桃園四季》                                                  |
| 2021 （第32屆）                                  | 黃子嘉／《在鋼琴上歌唱》                                                    |
| 2021 （第32屆）                                  | 解瑄／《NSO首席之聲 解瑄──小河之歌》                                        |
| 2021 （第32屆）                                  | 臺北市立國樂團／《淬煉──瞿春泉創作精選》                                    |
| 2021 （第32屆）                                  | 鄧皓敦／《NSO首席之聲 鄧皓敦──和風》                                        |
| 2022 （第33屆）                                  | 安德石 《笛蝶故事》                                                         |
| 2022 （第33屆）                                  | Mendelssohnorchester Leipzig（萊比錫孟德爾頌管弦樂團）／《文以莊 神的使女》 |
| 2022 （第33屆）                                  | 呂紹嘉／《來自臺灣──呂紹嘉的原鄉情懷》                                      |
| 2022 （第33屆）                                  | 國家交響樂團／《來自臺灣──呂紹嘉的原鄉情懷》                                |
| 2022 （第33屆）                                  | 蘇顯達／《拾光。電影故事》                                                  |
| 2023 （第34屆）                                  | 劉孟捷 《劉孟捷─蕭邦：夜曲全輯》                                            |
| 2023 （第34屆）                                  | 楊瑞瑟、廖皎含／《楊瑞瑟：臺灣印象─音．畫》                                 |
| 2023 （第34屆）                                  | 廖皎含／《廖皎含─蕭邦、葛拉納多斯》                                         |
| 2023 （第34屆）                                  | 薛志璋／《鄧雨賢的春冬秋夏》                                                |
| 2023 （第34屆）                                  | 謝宛臻／《獨白Monolog》                                                     |
| 2024 （第35屆）                                  | 吹笛人室內樂團 《吹笛人逍遙遊－當代長笛室內樂精選》                         |
| 2024 （第35屆）                                  | 國家交響樂團(指揮：呂紹嘉)／《傳承與展望－江文也紀念專輯》                  |
| 2024 （第35屆）                                  | 葉綠娜／《莫札特鋼琴作品 第一輯》                                           |
| 2024 （第35屆）                                  | 臺北市立交響樂團(指揮：Eliahu Inbal)／《桂冠之聲》                          |
| 2024 （第35屆）                                  | 賴苡鈞／《源》                                                              |
| 2025 （第36屆）                                  |                                                                             |
| 楊文信／《舒密特與楊文信：萬彩雙琴》             |                                                                             |
| Christian Schmitt／《舒密特與楊文信：萬彩雙琴》  |                                                                             |
| 魏樂富／《魏樂富演奏蕭邦鋼琴作品輯》             |                                                                             |
| 陳必先／《陳必先的貝多芬計畫──以時間入味的傳奇》 |                                                                             |
| 魏靖儀、汪奕聞／《安土》                         |                                                                             |

## 外部連結
- 國立傳統藝術中心 （页面存档备份，存于）
- 第35屆傳藝金曲獎 （页面存档备份，存于）
- 傳藝金曲獎的Facebook專頁